# 2008 aux échecs
| Années des échecs : 2005 - 2006 - 2007 - 2008 - 2009 - 2010 - 2011    |
| Décennies des échecs : 1970 - 1980 - 1990 - 2000 - 2010 - 2020 - 2030 |

Cet article présente les faits marquants de l'année 2008 aux échecs.

## Événements majeurs
- 4 au 7 janvier 2008 : Teimour Radjabov remporte le 2e ACP World Rapid Cup[1].

- 28 août 2008 au 18 septembre: Alexandra Kosteniouk remporte le titre de championne du monde féminine[2],[3].

- 11 au 30 octobre : championnat du monde entre Anand et Kramnik à Bonn : Anand est victorieux 6½ à 4½[4].

- 26 novembre au 11 décembre en Ukraine: match Gata Kamsky - Veselin Topalov comptant pour le championnat du monde[5],[6]

- 9 novembre : Leinier Dominguez devient champion du monde de blitz[7].

### Championnats du monde d'échecs senior, de la jeunesse
- 2 au 16 août: championnat du monde junior à Ankara, Turquie : médaille d'or à Abhijeet Gupta chez les hommes et Harika Dronavalli chez les dames

| Âge                              | Champion mixte              | Championne               |
| -------------------------------- | --------------------------- | ------------------------ |
| Seniors (plus de 60 ans)         | Larry Kaufman et Mihai Șubă | Tamāra Vilerte (en)      |
| Juniors (moins de 20 ans)        | Abhijeet Gupta              | Harika Dronavalli        |
| Moins de 18 ans                  | Ivan Šarić                  | Valentina Golubenko (en) |
| Moins de 16 ans                  | Baskaran Adhiban            | Nazi Paikidze            |
| Moins de 14 ans                  | Vidit Santosh Gujrathi      | Rout Padmini             |
| Moins de 12 ans                  | Sayantan Das (en)           | Zhai Mo                  |
| Moins de 10 ans                  | Jan-Krzysztof Duda          | Aleksandra Goriatchkina  |
| Moins de 8 ans                   | Tran Minh Thang             | Zhansaya Abdumalik       |
| Résolution de problèmes d'échecs | Piotr Murdzia               |                          |

## Tournois et opens
| Nom de l'événement                               | Dates                     | Lieu               | Cadence               | Vainqueur                                               |
| ------------------------------------------------ | ------------------------- | ------------------ | --------------------- | ------------------------------------------------------- |
| 50e tournoi Reggio Emilia                        | 29 décembre - 6 janvier   | Reggio d'Émilie    | Classique             | Zoltan Almasi                                           |
| Rilton Cup                                       |                           | Stockholm          | Classique             | Radosław Wojtaszek                                      |
| Tournoi « Corus Chess »                          | 11-27 janvier             | Wijk aan Zee       | Classique             | Tournoi A : Magnus Carlsen Tournoi B : Sergey Movsesian |
| 4e Open d'échecs de Moscou (ru)                  | 2-10 février              | Moscou             | Classique             | Artiom Timofeïev                                        |
| Open Aeroflot                                    | 13-23 février             | Moscou             | Classique             | Ian Nepomniachtchi                                      |
| Tournoi de Linares,                              | 15 février - 7 mars       | Morelia et Linares | Classique             | Viswanathan Anand                                       |
| 24e open de Cappelle-la-Grande                   | 16-23 février             | Cappelle-la-Grande | Classique             | Vugar Gashimov                                          |
| Super tournoi féminin d'Istanbul                 | 10-21 mars                | Istanbul           | Classique             | Hou Yifan                                               |
| Tournoi Melody Amber,                            | 15-27 mars                | Nice               | Rapide et à l'aveugle | Levon Aronian                                           |
| Ladies Open                                      | 20-25 mars                | Stockholm          | Classique             | Anna Muzychuk                                           |
| 2e Festival Ruy Lopez                            | 4-13 avril                | Zafra              | Classique             | Michael Adams                                           |
| Tournoi « Gausdal Classics »                     | 8-16 avril                | Gausdal            | Classique             | Gregory Kaidanov                                        |
| 14e tournoi « Ciudad de Dos Hermanas »           | 18-20 avril               | Dos Hermanas       | Classique             | Veselin Topalov                                         |
| 16e tournoi Sigeman & Co Chess                   | 22-30 avril               | Malmö              | Classique             | Tiger Hillarp Persson                                   |
| M-Tel Masters                                    | 7-18 mai                  | Sofia              | Classique             | Vassili Ivantchouk                                      |
| Mémorial Capablanca                              | 8-17 mai                  | La Havane          | Classique             | Leinier Domínguez                                       |
| Tournoi « Bosna Sarajevo »,                      | 23 mai - 2 juin           | Sarajevo           | Classique             | Alexander Morozevich                                    |
| Tournoi « King's Bazna »                         | 24 mai - 4 juin           | Bazna              | Classique             | Nigel Short                                             |
| Mitropa Cup                                      | 25 mai - 4 juin           | Italie             | Classique             | Hongrie (catégorie hommes) et Italie (catégorie femmes) |
| 21e tournoi Magistral Ciudad de León             | 30 mai - 1er juin         | León               | Classique             | Vassily Ivanchuk                                        |
| 4e « Pivdenny Bank Chess Cup »                   | 30 mai - 2 juin           | Odessa             | Classique             | Pavel Tregubov                                          |
| Tournoi « Chess Giants Yerevan 2008 »            | 6-15 juin                 | Erevan             | Rapide                | Levon Aronian                                           |
| Tournoi « Aerosvit »                             | 8-20 juin                 | Foros              | Classique             | Magnus Carlsen                                          |
| Tournoi de Dortmund                              | 28 juin - 6 juillet       | Dortmund           | Classique             | Péter Lékó                                              |
| Championnat de Paris                             | 28 juin - 6 juillet       | Paris              | Classique             | Maxime Vachier-Lagrave                                  |
| Tournoi d'échecs de Poïkovski                    | 8-18 juillet              | Poïkovski          | Classique             | Sergueï Roublevski                                      |
| Festival d'échecs de Bienne                      | 19 juillet - 1er août     | Bienne             | Classique             | Evgueni Alekseïev                                       |
| 6e Mémorial Marx György                          | 24 juillet - 4 août       | Paks               | Classique             | Maxime Vachier-Lagrave                                  |
| Tournoi « North Urals Cup »                      | 26 juillet - 3 août       | Krasnotourinsk     | Classique             | Antoaneta Stefanova                                     |
| Mémorial Tal                                     | 18-30 août                | Moscou             | classique et blitz    | Vassili Ivantchouk (classique et blitz)                 |
| Finale du Grand chelem                           | 2-13 septembre            | Bilbao             | Classique             | Veselin Topalov                                         |
| 12e tournoi « Essent »                           | 17-25 octobre             | Hoogeveen          | Classique             | Ivan Sokolov                                            |
| Grand Prix CCAS                                  | 25 octobre - 1er novembre | Cap d'Agde         | rapide                | Hikaru Nakamura                                         |
| 7e festival d’Échecs de Benidorm                 | 28 novembre - 8 décembre  | Benidorm           | Classique             | Vassily Ivanchuk                                        |
| Super Tournoi de Nanjing                         | 11-22 décembre            | Nankin             | Classique             | Veselin Topalov                                         |
| 18e Tournoi International « Ciudad de Pamplona » | 22-29 décembre            | Pampelune          | Classique             | Krishnan Sasikiran                                      |

- Du 20 avril au 6 mai : Grand Prix FIDE à Bakou.
- 30 juillet au 15 août: Grand Prix de la FIDE à Krasnoïarsk (Russie).
- 14 au 28 décembre: Grand prix FIDE d'Elista (cat.19) toutes rondes: Radjabov l'emporte au départage devant Iakovenko et Grichtchouk tous à 8/13 points.

## Compétitions par équipes

### Olympiade de 2008
- 12 au 25 novembre : Olympiade à Dresde[49] :
  - Classement mixte : 1er Arménie, 2e Israël, 3e États-Unis. L'équipe arménienne est menée par Levon Aronian, l'israélienne par Boris Guelfand, l'équipe américaine contient Gata Kamsky et Hikaru Nakamura.
  - Classement féminin : 1er Géorgie, 2e Ukraine, 3e États-Unis. L'équipe géorgienne est menée par l'ancienne championne du monde Maïa Tchibourdanidzé

### Championnats continentaux par équipes
| Compétition                                        | Vainqueur mixte            | Vainqueur femmes           |
| -------------------------------------------------- | -------------------------- | -------------------------- |
| Championnat du monde d'échecs par équipes          | Pas de compétition en 2008 | Pas de compétition en 2008 |
| Championnat d'Europe d'échecs des nations          | Pas de compétition en 2008 | Pas de compétition en 2008 |
| Championnat d'Asie d'échecs des nations            | Chine                      | Chine                      |
| Championnat panaméricain d'échecs des nations (en) |                            |                            |

### Championnats interclubs
| Compétition                                | Champion                    | Deuxième        | Troisième       |
| ------------------------------------------ | --------------------------- | --------------- | --------------- |
| Coupe d'Europe des clubs d'échecs          | URAL Sverdlovskaya          | OSG Baden-Baden | PVK Kiev Chess  |
| Coupe d'Asie des clubs d'échecs            | Al Ain                      |                 |                 |
| Coupe d'Europe des clubs d'échecs féminine | Cercle d’Echecs Monte Carlo | Spartak Vidnoe  | T-com Podgorica |
| Championnat d'Allemagne d'échecs des clubs | OSC Baden-Baden             | Werder Bremen   | Mülheim         |
| Championnat de Chine par équipes (en)      |                             |                 |                 |
| Championnat d'Espagne d'échecs des clubs   | CajaCanarias                | Linex Magic     |                 |
| Championnat de France d'échecs des clubs   | Clichy Échecs 92            | Cannes Échecs   | Montpellier     |
| Coupe de France des clubs d'échecs         | Clichy Échecs 92            | Strasbourg      | —               |
| Four Nations Chess League (en) (4NCL)      |                             |                 |                 |
| United States Chess League (en) (USCL)     |                             |                 |                 |

## Championnats continentaux et nationaux individuels

### Championnats continentaux individuels
| Compétition                              | Champion mixte             | Championne                 |
| ---------------------------------------- | -------------------------- | -------------------------- |
| Championnat d'Afrique d'échecs           | Pas de compétition en 2008 | Pas de compétition en 2008 |
| Championnat d'Asie d'échecs              | Pas de compétition en 2008 | Pas de compétition en 2008 |
| Championnat d'Amérique d'échecs          |                            |                            |
| Championnat d'Europe d'échecs individuel | Sergei Tiviakov            | Kateryna Lahno             |
| Championnat d'Océanie d'échecs           | Pas de compétition en 2008 | Pas de compétition en 2008 |

### Championnats nationaux individuels
| Pays                                              | Champion mixte                       | Championne                    |
| ------------------------------------------------- | ------------------------------------ | ----------------------------- |
| Championnat d'Afrique du Sud d'échecs             |                                      |                               |
| Championnat d'Albanie d'échecs (en)               | Lorenc Rama                          |                               |
| Championnat d'Algérie d'échecs                    |                                      |                               |
| Championnat d'Allemagne d'échecs                  | Daniel Frieman                       | pas de championnat            |
| Championnat d'Andorre d'échecs                    |                                      |                               |
| Championnat d'Argentine d'échecs                  | Rubén Felgaer                        | María de los Angeles Plazaola |
| Championnat d'Arménie d'échecs                    | Karen Asrian                         |                               |
| Championnat d'Australie d'échecs                  | Dejan Antić (en)                     |                               |
| Championnat d'Autriche d'échecs                   | Markus Ragger                        | Anna-Christina Kopinits (en)  |
| Championnat d'Azerbaïdjan d'échecs                | Rauf Mamedov                         |                               |
| Championnat du Bangladesh d'échecs                |                                      |                               |
| Championnat de la Barbade d'échecs                |                                      |                               |
| Championnat de Belgique d'échecs                  | Bruno Laurent (de)                   |                               |
| Championnat de la Biélorussie d'échecs            |                                      |                               |
| Championnat de Birmanie d'échecs                  |                                      |                               |
| Championnat de Bolivie d'échecs                   |                                      |                               |
| Championnat de Bosnie-Herzégovine d'échecs        |                                      |                               |
| Championnat du Botswana d'échecs                  |                                      |                               |
| Championnat du Brésil d'échecs                    | André Diamant                        | Joara Chaves                  |
| Championnat de Bulgarie d'échecs                  | Vassil Spassov                       |                               |
| Championnat du Canada d'échecs                    | pas de championnat                   | pas de championnat            |
| Championnat du Chili d'échecs                     |                                      |                               |
| Championnat de Chine d'échecs                     | Ni Hua                               | Hou Yifan                     |
| Championnat de Colombie d'échecs                  |                                      |                               |
| Championnat de Corée du Sud d'échecs              |                                      |                               |
| Championnat du Costa Rica d'échecs                |                                      |                               |
| Championnat de Croatie d'échecs                   |                                      |                               |
| Championnat de Cuba d'échecs                      | Yuniesky Quesada                     |                               |
| Championnat de Chypre d'échecs                    |                                      |                               |
| Championnat du Danemark d'échecs                  | Peter Heine Nielsen                  |                               |
| Championnat d'Écosse d'échecs                     | Alan Tate                            |                               |
| Championnat des Émirats Arabes Unis d'échecs      |                                      |                               |
| Championnat d'Espagne d'échecs                    | David Lariño Nieto (es)              | Sabrina Vega Gutiérrez        |
| Championnat d'Estonie d'échecs                    | Kaido Külaots                        |                               |
| Championnat des États-Unis d'échecs               | Yuri Shulman                         | Anna Zatonskih                |
| Championnat des îles Féroé d'échecs               |                                      |                               |
| Championnat de Finlande d'échecs                  | Tomi Nyback                          |                               |
| Championnat de France d'échecs                    | Étienne Bacrot,                      | Sophie Milliet                |
| Championnat de Géorgie d'échecs                   | Levan Pantsulaia                     | Nana Dzagnidzé                |
| Championnat d'échecs de Grande-Bretagne           | Stuart Conquest                      | Jovanka Houska                |
| Championnat de Grèce d'échecs                     |                                      |                               |
| Championnat du Guatemala d'échecs                 |                                      |                               |
| Championnat du Honduras d'échecs                  |                                      |                               |
| Championnat de Hongrie d'échecs                   | Zoltan Almasi                        |                               |
| Championnat d'Inde d'échecs                       |                                      | Kruttika Nadig                |
| Championnat d'Indonésie d'échecs                  |                                      |                               |
| Championnat d'Iran d'échecs                       | Morteza Mahjoub,                     |                               |
| Championnat d'Irlande d'échecs                    | Alexander Barburin                   |                               |
| Championnat d'Islande d'échecs                    |                                      |                               |
| Championnat d'Israël d'échecs                     | Boris Avrukh                         |                               |
| Championnat d'Italie d'échecs                     | Fabiano Caruana                      |                               |
| Championnat de Jamaïque d'échecs                  |                                      |                               |
| Championnat du Japon d'échecs                     |                                      |                               |
| Championnat du Kazakhstan d'échecs                | Änuar Ismagambetov (de)              |                               |
| Championnat du Kenya d'échecs                     |                                      |                               |
| Championnat du Kosovo d'échecs                    |                                      |                               |
| Championnat de Lettonie d'échecs                  |                                      |                               |
| Championnat du Liban d'échecs                     |                                      |                               |
| Championnat de Lituanie d'échecs                  | Aloyzas Kveinys                      |                               |
| Championnat du Luxembourg d'échecs                |                                      |                               |
| Championnat de Macédoine d'échecs                 |                                      |                               |
| Championnat de Madagascar d'échecs                |                                      |                               |
| Championnat de Malaisie d'échecs                  |                                      |                               |
| Championnat de Malte d'échecs                     |                                      |                               |
| Championnat du Maroc d'échecs                     |                                      |                               |
| Championnat du Mexique d'échecs                   |                                      |                               |
| Championnat de Moldavie d'échecs                  |                                      |                               |
| Championnat de Mongolie d'échecs                  |                                      |                               |
| Championnat du Monténégro d'échecs                |                                      |                               |
| Championnat du Népal d'échecs                     |                                      |                               |
| Championnat de Namibie d'échecs                   | Frans Dennis                         |                               |
| Championnat de Nouvelle-Zélande d'échecs          |                                      |                               |
| Championnat de Norvège d'échecs                   |                                      |                               |
| Championnat d'Ouzbékistan d'échecs                |                                      |                               |
| Championnat du Pakistan d'échecs                  |                                      |                               |
| Championnat du Panama d'échecs (en)               |                                      |                               |
| Championnat du Paraguay d'échecs                  |                                      |                               |
| Championnat d'échecs des Pays-Bas                 | Jan Smeets                           | Zhaoqin Peng                  |
| Championnat du Pays de Galles d'échecs            | Leighton Williams (en) et James Cobb |                               |
| Championnat du Pérou d'échecs                     |                                      |                               |
| Championnat des Philippines d'échecs              |                                      |                               |
| Championnat de Pologne d'échecs                   | Bartosz Soćko                        |                               |
| Championnat du Portugal d'échecs                  |                                      |                               |
| Championnat de la République Dominicaine d'échecs |                                      |                               |
| Championnat de la République Tchèque d'échecs     |                                      |                               |
| Championnat de Roumanie d'échecs                  |                                      | Corina-Isabela Peptan         |
| Championnat de Russie d'échecs                    | Peter Svidler                        | Nadezhda Kosintseva           |
| Championnat du Salvador d'échecs                  |                                      |                               |
| Championnat de Serbie d'échecs                    | Ivan Ivanisevic                      | Andjelija Stojanovic          |
| Championnat des Seychelles d'échecs (en)          |                                      |                               |
| Championnat de Singapour d'échecs                 |                                      |                               |
| Championnat de Slovaquie d'échecs                 |                                      |                               |
| Championnat de Slovénie d'échecs                  |                                      |                               |
| Championnat du Sri Lanka d'échecs                 |                                      |                               |
| Championnat de Suède d'échecs                     |                                      |                               |
| Championnat de Suisse d'échecs                    | Roland Ekström                       | Tatjana Lematschko            |
| Championnat du Suriname d'échecs                  |                                      |                               |
| Championnat de Trinité-et-Tobago d'échecs         |                                      |                               |
| Championnat de Turquie d'échecs                   |                                      |                               |
| Championnat d'Ukraine d'échecs                    | Ievguen Mirochnytchenko,             | Inna Gaponenko                |
| Championnat d'Uruguay d'échecs                    | Bernardo Roselli (en)                |                               |
| Championnat du Venezuela d'échecs                 |                                      |                               |
| Championnat du Vietnam d'échecs                   | Nguyễn Văn Huy                       |                               |
| Championnat de Zambie d'échecs                    | Richmond Phiri (en)                  |                               |

## Évolution des classements mondiaux en 2008
Les joueurs d'échecs ont un classement Elo mis à jour chaque mois par la FIDE en fonction de leurs résultats sportifs, et chaque partie jouée rapporte ou retire des points Elo aux joueurs. Au cours de l'année 2008, plusieurs progressions au classement Elo sont remarquées.

### Classement mixte
| Rang 2009 | Nom                  | Né en | Fédération  | Elo 2009 | Rang 2008 | Elo 2008 | Évolution     |
| --------- | -------------------- | ----- | ----------- | -------- | --------- | -------- | ------------- |
| 1         | Veselin Topalov      | 1975  | Bulgarie    | 2 796    | 3         | 2 780    | 16            |
| 2         | Viswanathan Anand    | 1969  | Inde        | 2 791    | 2         | 2 799    | en stagnation |
| 3         | Vassily Ivanchuk     | 1969  | Ukraine     | 2 779    | 9         | 2 751    | 28            |
| 4         | Magnus Carlsen       | 1990  | Norvège     | 2 776    | 13        | 2 733    | 43            |
| 5         | Alexander Morozevich | 1977  | Russie      | 2 771    | 4         | 2 765    | en stagnation |
| 6         | Teimour Radjabov     | 1987  | Azerbaïdjan | 2 761    | 12        | 2 735    | 26            |
| 7         | Dmitry Jakovenko     | 1983  | Russie      | 2 760    | 17        | 2 720    | 40            |
| 8         | Vladimir Kramnik     | 1975  | Russie      | 2 759    | 1         | 2 799    | 40            |
| 9         | Peter Leko           | 1979  | Hongrie     | 2 751    | 8         | 2 753    | en stagnation |
| 10        | Sergei Movsesian     | 1978  | Slovaquie   | 2 751    | 42        | 2 677    | 74            |

### Classement femmes
| Rang 2009 | Nom                 | Né en | Fédération | Elo 2009 | Rang 2008 | Elo 2008 | Évolution     |
| --------- | ------------------- | ----- | ---------- | -------- | --------- | -------- | ------------- |
| 1         | Judit Polgár        | 1976  | Hongrie    | 2 693    | 1         | 2 707    | 14            |
| 2         | Humpy Koneru        | 1987  | Inde       | 2 621    | 2         | 2 612    | en stagnation |
| 3         | Hou Yifan           | 1994  | Chine      | 2 571    | 5         | 2 527    | 18            |
| 4         | Antoaneta Stefanova | 1979  | Bulgarie   | 2 557    | 24        | 2 464    | 93            |
| 5         | Pia Cramling        | 1963  | Suède      | 2 548    | 6         | 2 524    | 24            |
| 6         | Anna Muzychuk       | 1990  | Slovénie   | 2 540    | 27        | 2 460    | 80            |
| 7         | Marie Sebag         | 1986  | France     | 2 529    | 9         | 2 510    | 19            |
| 8         | Nana Dzagnidze      | 1987  | Géorgie    | 2 518    | 42        | 2 429    | 89            |
| 9         | Maia Chiburdanidze  | 1961  | Géorgie    | 2 516    | 13        | 2 489    | 27            |
| 10        | Alexandra Kosteniuk | 1984  | Russie     | 2 516    | 7         | 2 523    | en stagnation |

## Nécrologie
- En 2008 : Boris Baczynsky (en)
- 1er janvier : Philip Hogarty (en)
- 17 janvier : Bobby Fischer[113]
- 4 mars : Semka Sokolović-Bertok
- 30 mars : Aage Vestøl (en)
- 24 mai : Buchuti Gourguenidzé[114]
- 9 juin : Karen Asrian[115]
- 26 juin : Egon Varnusz (en)
- 10 août : Igor Zakharevich (en)
- 15 août : Margaret Prince[116]
- 20 août : Mario Bertok
- 26 août : Roza Lallemand[117]
- 25 septembre : Nino Kirov
- 12 octobre : Serge Rubanraut (en)
- 16 octobre : Jacek Bednarski (en)
- 29 octobre : William Addison
- 19 novembre : Tatiana Zagorskaïa
- 22 novembre : Theodor Ghițescu
- 25 novembre : Jānis Kļaviņš (en)
- 29 novembre : Robert Wade[118]
- 10 décembre : Mark Diesen
- 16 décembre : Nikola Karaklajić[119]
- 20 décembre : Albin Planinc
- 22 décembre : Hugh Myers (en)